# Анаксандра
Анаксандра (греч. Ἀναξάνδρα; ок. 220-е годы до н. э.) — древнегреческая художница. Дочь и ученица Нилкеса, художника мифологических и жанровых сцен. Годы активности ок. 228 года до н. э. Упоминается Климентом Александрийским, христианским теологом 2-го века, в разделе его Stromateis (Разное) под названием «Женщины, а также мужчины, способные к совершенству». в качестве своего источника. Климент цитирует утерянную работу эллинистического ученого Дидима Халцентра (I век до н. э.).

## Память
В 1994 году Международный астрономический союз назвал её именем крупный кратер (20 км в диаметре) на Венере. Писатель Кэролайн Б. Куни назвал её именем главную героиню своего романа «Богиня вчерашнего дня» (2003), действие которого происходит во время Троянской войны.